# Sinfonía n.º 4 (Brahms)

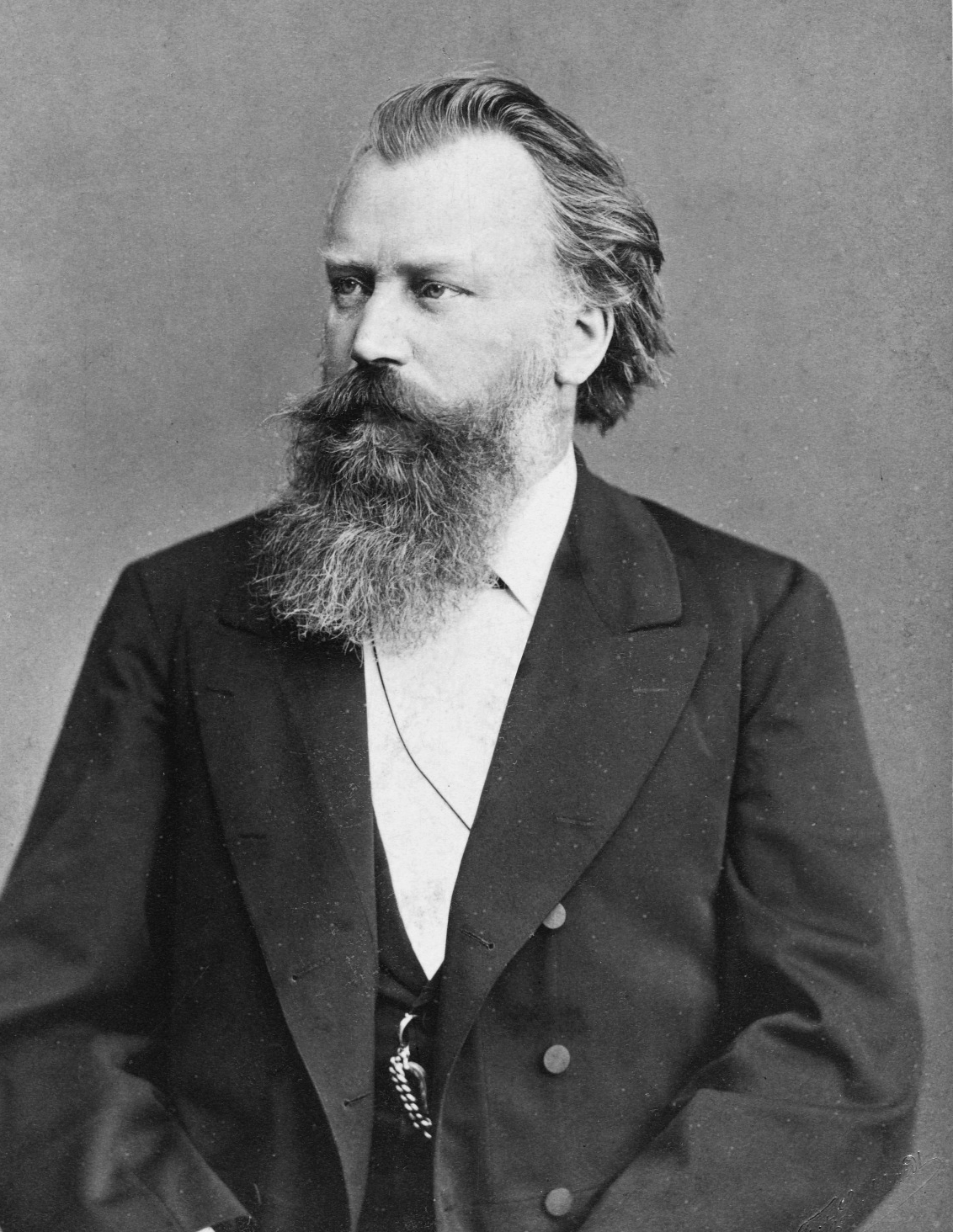
Brahms hacia 1885.

La Sinfonía n.º 4 en mi menor, Op. 98 fue compuesta por Johannes Brahms en 1885. Es su última sinfonía.

## Historia

### Composición
La trayectoria de Brahms en el género sinfónico ha quedado plasmada en cuatro obras. La Sinfonía n.º 1 en do menor tras un largo proceso de elaboración entre 1855 y 1874; la Sinfonía n.º 2 en re mayor de 1877; la Sinfonía n.º 3 en fa mayor de 1883 y por último la Sinfonía n.º 4 en mi menor de 1885. El hecho de que Brahms abordara inicialmente la forma sinfónica con inquietud es bastante evidente a juzgar por la cronología de sus obras. Hasta los 43 años no completó su primera sinfonía. De hecho, la producción del compositor hasta ese momento sugiere un proceso consciente de autoeducación. Una serie de obras orquestales de menor envergadura, como las Variaciones sobre un tema de Haydn y el Concierto para piano n.º 1, proto-sinfónico, sugieren una preparación para lo que Brahms veía claramente como la más difícil de las empresas compositivas. Afrontaría el reto con una habilidad y un espíritu individual, de clasicismo refractado a través del prisma del alto Romanticismo, que llevó a muchos a declararle heredero de Ludwig van Beethoven.
La composición de este opus se originó en 1884, aproximadamente un año después de la finalización de su tercera sinfonía. El compositor disfrutaba en las vacaciones de verano en Mürzzuschlag, en aquel entonces perteneciente al imperio austrohúngaro. La primera mención que Brahms hace de esta obra es en una carta, escrita el 19 de agosto de 1884 a su editor, Fritz Simrock. Fue compuesta específicamente para la Meininger Hofkapelle.

### Estreno y publicación
El estreno se celebró el 25 de octubre de 1885 en Meiningen, con la interpretación de la Meininger Hofkapelle bajo la dirección del propio compositor. Una semana después el director Hans von Bülow acompañó a la Meininger Hofkapelle en una gira por Alemania oriental y Holanda.
La primera edición de esta obra fue llevada a cabo por la editorial N. Simrock en Berlín en octubre de 1886.

## Instrumentación
La partitura está escrita para una orquesta formada por:
- Viento madera: 2 flautas (una doblando al flautín), 2 oboes, 2 clarinetes, 2 fagotes, 1 contrafagot.
- Viento metal: 4 trompas, 2 trompetas, 3 trombones.
- Percusión: timbales, triángulo (solo en el movimiento III) .
- Cuerda: una sección de cuerdas con violines I y II, violas, violonchelos y contrabajos.

## Estructura y análisis
La sinfonía consta de cuatro movimientos:
- I. Allegro non troppo, en mi menor 2
2
- II. Andante moderato, en mi mayor 6
8
- III. Allegro giocoso – Poco meno presto – Tempo I, en do mayor 2
4
- IV. Allegro energico e passionato – Più Allegro, en mi menor 3
4

La interpretación de la obra dura aproximadamente 40 minutos. Esta sinfonía ofrece con su tono serio, sus sorprendentes complejidades y su inspirada construcción una adecuada despedida al trabajo del maestro alemán en este género. Está repleta de alusiones a varias obras de Beethoven. Asimismo, podría haberse inspirado en la obra de teatro Antonio y Cleopatra de William Shakespeare, que Brahms había estado investigando por aquel entonces. Se caracteriza por el especial énfasis en la nota do a lo largo de los cuatro movimientos, así como los encadenamientos de terceras que los violines tocan sigilosamente en el primer movimiento y que se van repitiendo a lo largo de la obra. Una marcha triunfal se yuxtapone con este tema, cosa que crea desconcierto y caos en el oyente. Cada uno de los movimientos lleva el sello distintivo de la personalidad del compositor.

### I.Allegro non troppo
El primer movimiento, Allegro non troppo, está escrito en la tonalidad de mi menor, en compás alla breve y responde a la forma sonata clásica. Empieza con un tema basado en el intervalo de tercera, que está conformado por una progresión de terceras descendentes quebradas por saltos. Este tema proporciona una base estructural y motívica para el resto de la obra. El puente modulatorio comienza en el compás 19 y desemboca en la entrada del segundo tema en c. 56. Aquí Brahms hace una modificación ya que el segundo tema se encuentra en si menor, es decir en el V grado menorizado, en vez de sol mayor que, como la tonalidad relativa, debiera ser el cambio natural (y más común) desde la tonalidad tónica inicial cuando es menor, según la forma sonata. Este segundo grupo temático se compone realmente de dos temas, ya que luego aparece una melodía en si mayor llevada por las maderas. El desarrollo se inicia en el c. 145 con el primer tema en la tónica, aunque rápidamente se aleja del centro tonal principal. Tras diversas progresiones armónicas sobre los motivos de los temas de la exposición llegamos a la recapitulación. Es interesante que el principio del tema se da dentro del desarrollo y rearmonizado con acordes de quinta aumentada, y con una figuración métrica mayor, logrando un buen efecto cuando se retoma el tempo inicial pero con el tema ya comenzado (c. 259). El segundo grupo temático se encuentra en mi en la reexposición. La coda arranca en el c. 377 y tiene 70 compases de duración, con un aumento constante de la intensidad llegando a un gran clímax cinco compases antes de la conclusión. Hay una notable sensación de inquietud de principio a fin, y la atmósfera trágica, incluso fatalista, se ve subrayada de forma sorprendente por la cadencia final plagal (IV-I) en modo menor.

### II.Andante moderato
El segundo movimiento, Andante moderato, está en mi mayor y en compás de 6/8. Invita a un pensamiento más reflexivo e introspectivo debido a su tempo lento. Se abre con una breve y melancólica especie de fanfarria de las trompas, que presentan el tema, una melodía de sabor exótico en modo hipofrigio. En el segundo y tercer compás aparece el viento madera, acompañado calmadamente, en uno de los temas más bellos del compositor, al que el uso de los grados sexto y séptimo bemol de escala, tomados del modo menor, confiere una particular expresividad. Se desplaza seguidamente a los clarinetes y los fagotes, donde se va modificando bajo un colchón de pizzicati de las cuerdas. Este material se desarrolla gradualmente en un tutti de elevado lirismo que se desvanece en una etérea calma. Después de un pasaje de transición, los violonchelos presentan el segundo tema, una cita del aria Gottes Engel weichen nie de Johann Sebastian Bach, y son acompañados delicadamente por los violines. La coda se construye a partir del primer tema, a pesar de que en el desarrollo ambos temas cobran especial importancia.

### III.Allegro giocoso–Poco meno presto–Tempo I
El tercer movimiento, Allegro giocoso – Poco meno presto – Tempo I, está en do mayor y en compás de 2/4. Se trata de una arrebatadora danza en ritmo binario, que llegó a ser tan popular en vida de Brahms que el público pedía constantemente que se repitiera. Es el único Scherzo propiamente dicho encontrado en las sinfonías de Brahms. La orquesta entera presenta el sujeto principal, del que más tarde surgirán los subsiguientes temas interpretados por los violines y el viento madera. La atmósfera alegre se mantiene mientras estos temas van reapareciendo. Adopata la forma sonata con una recapitulación más breve de lo habitual, y con un tema secundario prácticamente ausente en el desarrollo y la coda. El tempo es más rápido, usa más articulación y el sonido es más ligero, aspectos que le conforman un aire más jovial que los dos movimientos previos. Se podría decir que compite en exuberancia con el final de su Sinfonía n.º 2.

### IV.Allegro energico e passionato–Più Allegro
El cuarto y último movimiento, Allegro energico e passionato – Più Allegro, retoma la tonalidad inicial y el compás es 3/4. El Finale es quizá el movimiento más notable de todos, ya que se presenta en una forma barroca "arcaica". Es un peculiar ejemplo de passacaglia similar a una chacona, variaciones sobre un bajo fundamental, con la particularidad de que el sujeto puede aparecer en más voces que el bajo. El tema es una ligera modificación del utilizado por Johann Sebastian Bach en el último movimiento de su cantata Nach dir, Herr, verlanget mich, BWV 150. En esencia es un segmento de escala menor ascendente desde la nota tónica a la dominante y luego un salto de vuelta a la tónica. Aunque es en apariencia simple, el compositor utiliza este esqueleto como base para un marco armónico cada vez más elaborado y temático. Desde su primera presentación, que no es como una línea de bajo, sino como un tema en los vientos, Brahms teje unas 34 variaciones (y una coda) que van creciendo constantemente en intensidad, como si desafiaran la opresiva e insistente rotación del suelo. El tema subyace en cada una de las variaciones, tal como exige la forma passacaglia, ya sea como melodía, acompañamiento o en forma de contrapunto. Las variaciones suelen ser difíciles de identificar debido a las astutas transformaciones que Brahms realiza del material original. Cada una de ellas comprende ocho compases, y después de la decimoquinta variación vuelve a aparecer el bajo original. Las otras variaciones son más grandiosas y más rápidas, acercándose de esta manera al dramático clímax final. Las últimas variaciones conducen directamente a un cierre que refuerza el peso de la tragedia y el patetismo del movimiento inicial. La coda se inicia con un rallentando, dando inicio a la última variación de manera muy solemne.

## Recepción de la obra
La sinfonía tuvo una buena acogida, a pesar de que Brahms tenía sus recelos, y ha sido muy popular desde entonces. Está considerada como su magnum opus, junto con Un réquiem alemán. Su impacto fue inmediato, aunque inicialmente desconcertante. En un principio la forma implacable en que está dispuesta la obra causó asombro. Cuando Brahms e Ignaz Brüll tocaron la sinfonía para sus amigos a dos pianos, Clara Schumann y el posterior biógrafo de Brahms, Max Kalbeck, entre otros, reaccionaron con desaprobación. El crítico musical Eduard Hanslick estaba entre los presentes. Elisabeth von Herzogenberg describió la obra como "un pequeño mundo para los inteligentes y entendidos, en el que la gente que camina en la oscuridad sólo podría tener una débil participación". Así quedó reflejado en el relato del biógrafo Max Kalbeck:

«Tras el maravilloso Allegro... esperaba que alguno de los presentes prorrumpiera en un sonoro 'Bravo'. En su barba rubia, [el director Hans] Richter murmuró algo que desde lejos podría interpretarse como una expresión de aprobación... Los demás permanecieron callados... Finalmente, Brahms refunfuñó: "¡Entonces, continuemos!" e hizo una señal para seguir; entonces [el crítico Eduard] Hanslick lanzó un suspiro y explotó rápidamente, como si tuviera que desahogarse y temiera hablar demasiado tarde: "Durante todo este movimiento tuve la sensación de que me estaban dando una paliza dos personas increíblemente inteligentes..."»

Joseph Joachim, el viejo amigo de Brahms, le hizo comentarios positivos acerca del ensayo general del estreno berlinés:

«Mein hochverehrter Meister! Wenn ich meinem in der Tat hochgradigen Enthusiasmus über Deine neueste Sinfonie nicht gleich nach der ersten Probe Ausdruck gab, so ist meine übergroße Arbeitslast der letzten Tage daran Schuld (vide das mitkommende Programm, bei allen Stunden nach langer Abwesenheit). Wir haben nun Deine herrliche Schöpfung heute in der Generalprobe durchgespielt und ich darf hoffen, daß sie abends mit Sicherheit und Hingebung gespielt werden kann. Sie hat sich mir und dem Orchester immer tiefer in die Seele gesenkt. Der geradezu packende Zug des Ganzen, die Dichtigkeit der Erfindung, das wunderbar verschlungene Wachstum der Motive noch mehr als der Reichtum und die Schönheit einzelner Stellen, haben mir’s gerade zu angetan, so daß ich fast glaube, die e-moll ist mein Liebling unter den vier Sinfonien. Ich glaube auch, wer Augen zu sehen und ein musikalisches Gemüt hat, kann nicht leicht als Dirigent dabei fehlgehen.»
«¡Mi estimado maestro! Si no expresé mi entusiasmo por su última sinfonía inmediatamente después del primer ensayo, la culpa la tiene mi excesiva carga de trabajo de los últimos días (vide el programa que se presentó, a todas horas después de una larga ausencia). Hoy hemos tocado su magnífica creación en el ensayo general y puedo esperar que se pueda tocar por la noche con confianza y devoción. Ha calado cada vez más hondo en mi alma y en la de la orquesta. La atracción casi irresistible del conjunto, la densidad de la invención, el crecimiento maravillosamente intrincado de los motivos, incluso más que la riqueza y belleza de los pasajes individuales, me han conquistado, hasta el punto de que casi creo que esta en mi menor es mi favorita de las cuatro sinfonías. También creo que cualquiera que tenga ojos para ver y una mente musical no puede equivocarse fácilmente como director de orquesta.»
– Joseph Joachim: Berlín, lunes por la tarde, 1 de febrero de 1886.

## En la cultura popular
Esta obra ha servido de inspiración a artistas musicales de diversos géneros para crear sus propias versiones. Tanto las adaptaciones como las interpretaciones de la pieza original han sido incluidas en multitud de bandas sonoras de películas, programas de televisión, videojuegos, etc.

### Adaptaciones
- 1971 – "Cans and Brahms", tema instrumental del álbum Fragile de la banda inglesa de rock progresivo Yes en el que el tecladista Rick Wakeman adaptó el tercer movimiento para varios instrumentos de teclado.[9]
- 2014 –  "Deja Vu", canción del disco Medieval Chamber del grupo de rap californiano Black Knights que utiliza el primer movimiento como base.[8]

### Inclusión en bandas sonoras[10]
- 1940 – No Time for Comedy, largometraje dirigido por William Keighley con James Stewart y Rosalind Russell en el que se oye el primer movimiento.
- 1980 – Tales of the Unexpected, serie televisiva en cuyo episodio 2x13 "Mr Botibol's First Love" se pueden escuchar tanto el primer movimiento de la primera sinfonía de Brahms como el Finale de su cuarta y última sinfonía.
- 1996 – Legend of the Galactic Heroes, serie de anime japonesa en la que se pueden escuchar varias obras de Brahms. En concreto los movimientos de esta sinfonía se escuchan en los episodios 4x08 (II, IV) y 4x15 (IV).
- 2011 – El árbol de la vida, película dirigida por Terrence Malick en la que se escucha el Finale.
- 2012 – Lawrence Anyways, film de Xavier Dolan que incluye en su banda sonora esta sinfonía.
- 2018 – Tau, película dirigida por Federico D’Alessandro en la que se puede escuchar el primer movimiento.
- 2021 – Annette, película dirigida por Leos Carax que incluye el Allegro inicial.

## Discografía selecta
- 1948 – Wilhelm Furtwängler, Orquesta Filarmónica de Berlín (Warner).
- 1954 – Eugen Jochum, Orquesta Filarmónica de Berlín (DG).
- 1956 – Otto Klemperer, Orquesta Philharmonia (EMI).
- 1960 – Bruno Walter, Orquesta Sinfónica Columbia (Sony).
- 1966 – Fritz Reiner, Royal Philharmonic Orchestra (RCA).
- 1971 – Kurt Sanderling, Orquesta Estatal Sajona de Dresde (RCA).
- 1975 – Karl Böhm, Orquesta Filarmónica de Viena (DG).
- 1978 – Herbert von Karajan, Orquesta Filarmónica de Berlín (DG).
- 1981 – Carlos Kleiber, Orquesta Filarmónica de Viena (DG).